# Pauesia tropicalis
Pauesia tropicalis är en stekelart som beskrevs av Petr Starý och Evert I. Schlinger 1967. Pauesia tropicalis ingår i släktet Pauesia och familjen bracksteklar. Inga underarter finns listade i Catalogue of Life.